# Енн Марден
Енн Марден (англ. Anne Marden, 12 червня 1958) — американська академічна веслувальниця.
Срібна призерка Олімпійських Ігор 1984 (парні четвірки зі стерновою), 1988 (одиночки) років, учасниця 1992 року.
Бронзова призерка Чемпіонату світу 1985 року в одиночці.